# Habala
Habala est un village de montagne de la province 'Asir en Arabie saoudite. À l'origine, il était habité par une tribu appelée "les hommes-fleurs" parce qu'ils avaient l'habitude de porter dans les cheveux des guirlandes de feuilles et fleurs séchées. Le nom Habala vient d'un mot arabe qui signifie corde parce que le village, situé en haut d'une falaise escarpée, n'a longtemps été accessible qu'à l'aide d'une échelle de corde.

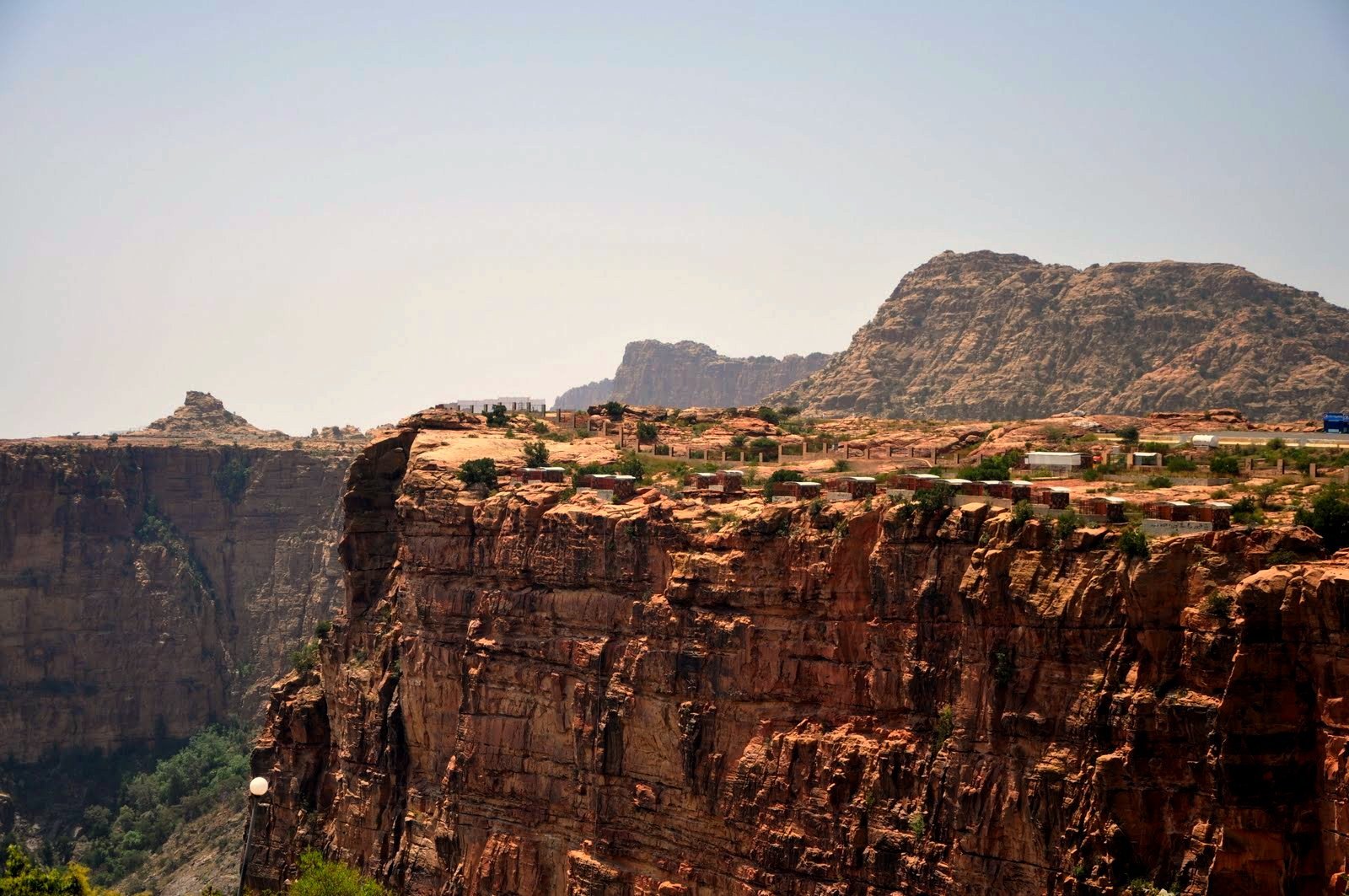
la falaise d'Habala

Dans les années 1990, lors d'un essor touristique dans cette région, on construisit un téléphérique, qui donnait accès au village et au points de vue sur les montagnes environnantes. Ensuite, les habitants du village furent chassés de leurs maisons par la garde nationale d'Arabie saoudite (en arabe : الحرس الوطني  al-Ḥaras al-Waṭanī), l'armée personnelle du roi, et relogés de force dans la vallée.
Aujourd'hui, certains habitants sont autorisés à revenir au village, mais seulement pour effectuer leurs danses traditionnelles pour les touristes durant l'été.